# Nicolaas Glinderman
Nicolaas Glinderman (Vianen (Z.H.), 21 oktober 1843 - Bussum, 15 augustus 1924) was een Nederlands politicus.
Glinderman was een antirevolutionair Tweede Kamerlid ten tijde van het eerste coalitiekabinet. Hij was belastinginspecteur en rijksontvanger die in verschillende plaatsen werkzaam was. Tijdens zijn verblijf in Zeeuws-Vlaanderen werd hij gekozen in het district Oostburg. Hij sprak enkele malen over financiële ontwerpen en interpelleerde de minister van Waterstaat over het telegrafische verkeer tussen Walcheren en Zeeuws-Vlaanderen. Hij was een echte regio-vertegenwoordiger, die alleen belastingen als specialisme had. In 1891 werd hij niet herkozen.
- Biografisch Portaal: 89611735
- Parlement.com: vg09ll12vort